# ステファン・バートリ (ポーランド王)
ステファン・バトルィまたはバートリ・イシュトヴァーン（ポーランド語表記：Stefan Batory；ハンガリー語：Báthory István；ルーマニア語：Ştefan Báthory, 1533年9月27日 - 1586年12月12日）は、トランシルヴァニア公国の統治者（在位：1571年 - 1586年）、後にポーランド・リトアニア共和国の女王アンナ・ヤギェロンカの共同統治王（在位：1576年 - 1586年）。ハンガリーの大貴族バートリ家のソムリヨ系統出身。多くの歴史家に最も優れた選挙王と評価されている。

## 生涯

### トランシルヴァニア公時代

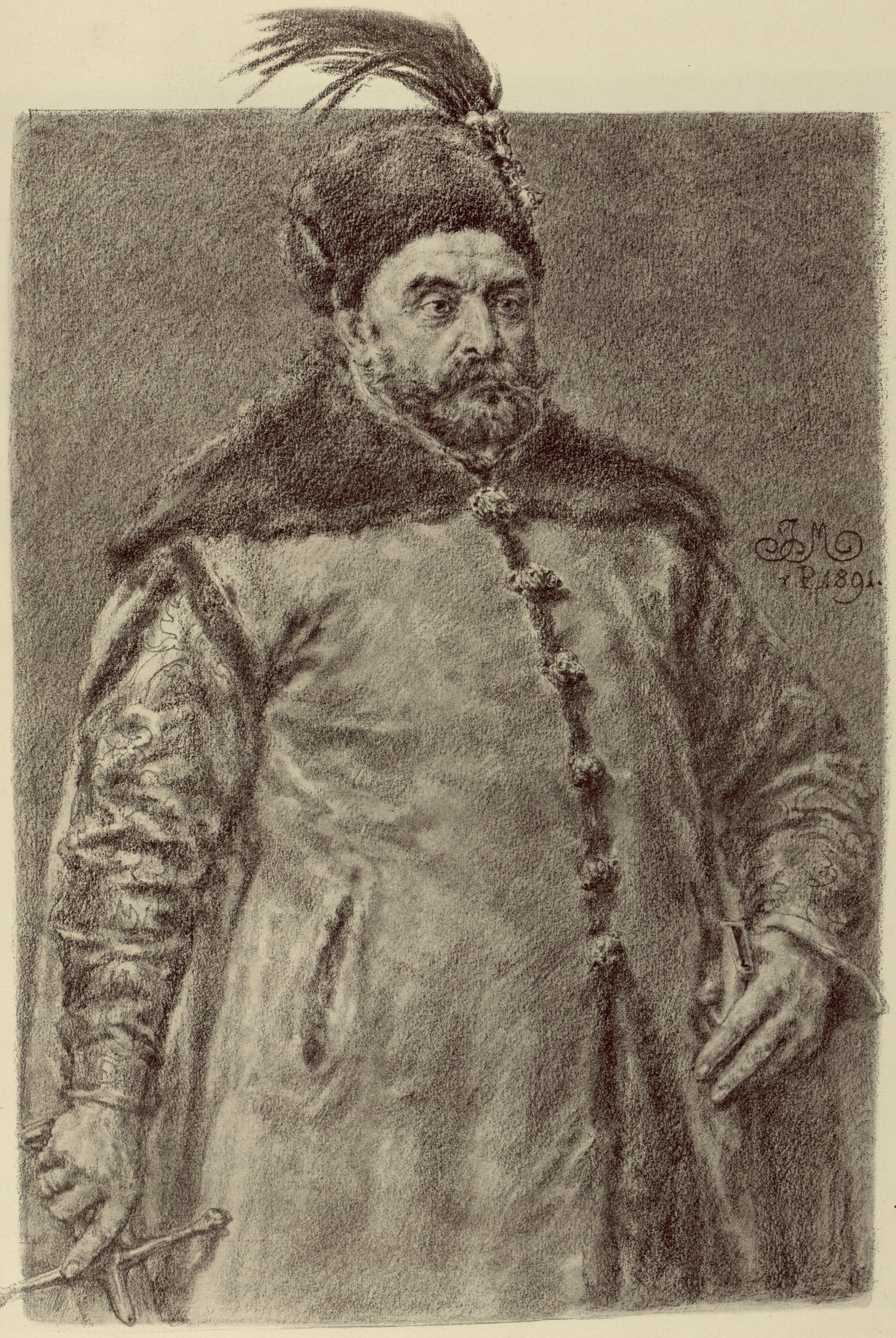
ヤン・マテイコによる肖像画

ステファン・バートリはバートリ・イシュトヴァーン8世の息子バートリ・イシュトヴァーンとしてソムリヨで生まれた。父はハンガリー王位についたサポヤイ・ヤーノシュの熱心な支持者で、そのライバルであったハプスブルク家のフェルディナント1世の即位に反対しており、1529年にはトランシルヴァニアの総督（ヴォイヴォド）職についたが、息子イシュトヴァーンが生まれた翌年に亡くなった。
息子イシュトヴァーンは領主層の勇敢な指導者、神聖ローマ皇帝の宮廷における巧妙な外交官となった。イシュトヴァーンはサポヤイ・ヤーノシュの息子ヤーノシュ・ジグモンドのハンガリー王位要求を支持していたため、神聖ローマ皇帝マクシミリアン2世に憎まれ、2年間投獄されたこともある。
1570年、ハプスブルク家とサポヤイ家の2つの宮廷は和解し、ヤーノシュ・ジグモンドは新たに創設されたトランシルヴァニア公国の統治者の地位に甘んじた。翌1571年にヤーノシュ・ジグモンドが死ぬと、ベーケーシ・ガーシュパールが後継者とする取り決めを破って、トランシルヴァニアの三身分議会はトランシルヴァニア公にバートリ・イシュトヴァーンを選出した。ベーケーシはハプスブルク宮廷の支持を取り付けて公位を要求したが、イシュトヴァーンは内戦に勝利してベーケーシを国外に追放した。
1572年、当時のキリスト教世界で最も広大であり、最も人口の多い国の一つだったポーランド・リトアニア共和国で、国王ジグムント2世アウグストが後継者を残さずに死去し、王位が空位となった。1573年、先王の妹で唯一の王位継承権者であったアンナは、セイム（共和国議会）に働きかけて、フランス王子アンリ（ヘンリク・ヴァレジ）を新しい国王に選出させた。アンリは自らの王位を正統化するためアンナと結婚する必要があったが、アンリは戴冠式から1年も経たないうちにポーランドから逃亡してフランス王位を継承した（アンリ3世）。
1575年12月12日、およそ1年半の空位期のあと、セイムは教皇代理の説得に従って皇帝マクシミリアン2世を国王に選出した。しかし、その3日後の12月15日に貴族階級（シュラフタ）は反乱を起こし、マクシミリアン選出を主導したセナト（共和国元老院）を脅迫し、「ピャストの王」、つまりポーランド人の王を選ぶよう要求した。激しい議論が交わされた結果、アンナをポーランド王として選出した上で、バートリ・イシュトヴァーンと彼女を結婚させることが決まった。この時、リトアニア代議員はセイムに出席しておらず、国王選出に関わることが出来なかった。バートリ・イシュトヴァーンを候補者として最も支持していたのはプロテスタントとソッツィーニ派（反三位一体派）だった。彼らはハプスブルク家出身の君主がポーランドに対抗宗教改革を持ち込んでくるのを恐れており、宗教的自由が保障されていたトランシルヴァニアの統治者バートリ・イシュトヴァーンを好ましく思っていた。
アンナは1575年12月13日にワルシャワでポーランド王およびリトアニア大公に選ばれ、1576年5月1日、ステファン・バートリ（バートリ・イシュトヴァーン）はアンナと結婚して妻と同様の地位を得た。同年に兄のバートリ・クリシュトーフがトランシルヴァニア公に選ばれたが、1581年に亡くなり、甥のバートリ・ジグモンドが後を継いだ。
この国王選出はルブリン合同の取り決めを無視したものであり、マクシミリアン2世を国王に選出する際にはリトアニアの代議員が出席しないままで事が進められた。このためリトアニアとの交渉が行われ、共和国におけるリトアニアの封建的諸権利が完全に保障されて、ステファンは正式にリトアニア大公、およびルテニアとサモギティアの公爵として認められた。大公として認められた見返りに、ステファンは1579年、共和国において3番目に新しい総合大学となる、イエズス会経営のヴィリニュス・アカデミー（後のヴィリニュス大学）を創設した。

### ポーランドの治世

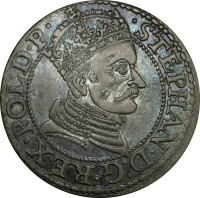
ステファン・バートリの肖像が刻まれた貨幣

ステファン・バートリの「ドラゴンの歯（Smocze Zęby）」の紋章

ステファン・バートリの立場は当初きわめて困難なもので、国家は空位期の混乱のせいでかなり弱体化していた。マクシミリアン2世は先に国王に選出されたとして自身の王位を要求しており、国内の反バートリ派を煽動し、王位獲得のためにポーランドに攻め込むことを画策してモスクワ大公国と同盟したりした。しかしマクシミリアン2世が間もなく死んだおかげで、王位をめぐる危機は去った。
ステファンに反対する全ての軍事的抵抗は、長期化した1577年のグダニスク包囲が和解に達した段階で終了した。ハンザ同盟の一員であるグダニスクは、高度な経済力と難攻不落に近い強固な要塞を備え、密かにデンマークとマクシミリアン2世の援助を受けていて、マクシミリアン2世の選出を支持してステファンの王位を否認した。6か月の包囲の後、5000人の傭兵で構成されたグダニスク軍は、1577年12月16日の野戦において国王軍に完敗した。しかしステファンの軍隊は力ずくで都市を陥落させることは出来ず、グダニスクと妥協するに至った。この和解において、ステファンはグダニスクの特別な地位、および歴代のポーランド王たちが承認してきたグダニスク法による同市の諸特権を確認した。これに対し、グダニスクはステファンをポーランドの主権者として認め、謝罪の証として20万金グルデンもの大金を支払った。グダニスクはその後、スウェーデンやモスクワ・ロシアとの交戦中も一貫して国王に忠誠を誓い続け、政府に求めに応じて政府への援助を行った。
この勝利はステファンに国王としての権威を高める機会を与え、王権強化の試みは当時の実力者だったヤン・ザモイスキに支持された。2者は協力して、王冠領に対する課税を強化し、豊かになった王室財産を貴族に貸し出すなどして、幾つかの貴族（シュラフタ）の党派を味方につけた。またステファンはポーランド軍の改革を断行し、兵士・技術者としての訓練を受けた農民からなる、ピェホタ・ビブラニェツカと呼ばれる半常備軍の歩兵部隊を設置したほか、登録コサック制度や有翼驃騎兵（フサリア）なども本格的に導入された。さらに裁判所の組織など司法分野も改革の対象になった。ステファンは10年以上前に犯した殺人罪と反逆罪の未決囚であったサムエル・ズボロフスキの処刑を命じてもいる。
対外関係では、ステファンは同盟関係の構築による和平政策を模索した。ステファンはハプスブルク家を信用していなかったが、教皇代理の仲介を受けてマクシミリアン2世の後継者ルドルフ2世と軍事同盟を結んだ。オスマン帝国との紛争は、1577年11月5日の和平調停によって一時的に中止された。ワルシャワで召集されたセイムは、国王からモスクワ大公国との不可避の戦争のための助成金拠出を要請された。吝嗇なセイムに何度も助成金支出を拒絶されたものの、敵であるモスクワ軍の進軍を止めるための2度の遠征と、続いて起きた長期にわたる包囲戦に国王は勝利した。また同時に、オスマン帝国と皇帝の彼の野心に対する疑念を、優れた外交手腕をもって取り除いた。
モスクワ・リトアニア戦争の最終局面となったリヴォニア戦争において、ステファンは大法官ザモイスキと一緒に共和国軍の勝利を決定づけた遠征を直接に指揮した。イヴァン4世はリヴォニアに攻め入って共和国の属国となっていたクールラント公国の主要都市ドルパトを占領したが、共和国軍はヴェリーキエ・ルーキでロシア軍を蹴散らした。ステファンはロシアの中心地域にまで進軍し、1581年8月22日、少数の疲弊した共和国軍がプスコフの巨大な要塞を包囲した（プスコフ包囲）。ツァーリとポーランド王の紛争を調停すべく教皇庁が送り込んだ教皇代理アントニオ・ポッセヴィーノの包囲中止の要求や、指揮官たちの不満の声が挙がっていたが、北極の厳しい冬の間ずっとプスコフの包囲を続けた。結局、イヴァン4世は自国の第3の都市を守るために交渉を開始し、1582年にヤム・ザポルスキの和約が結ばれて、ロシアはポラツクを割譲した上、リヴォニアの占領地域を全て共和国に返還した。

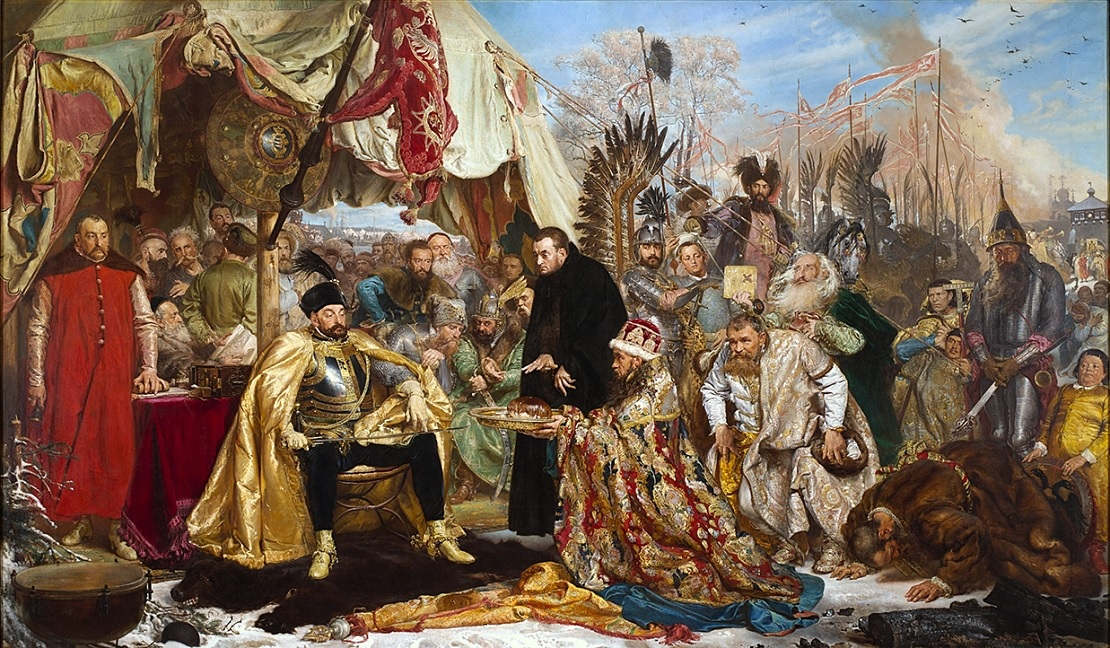
「プスコフにおけるバートリ」ヤン・マテイコ画。中央の黒衣の人物がアントニオ・ポッセヴィーノ、左端の赤い服の人物がヤン・ザモイスキ、ポッセヴィーノの背後にいる有翼驃騎兵がスタニスワフ・ジュウキェフスキ

その後、東部国境の防衛のために、ステファンはオスマン帝国を仮想敵国とするモスクワ大公国との軍事同盟を締結しようと計画したが、ロシアが急激に弱体化したために軍事同盟が実現することはなかった。また、ツァーリのフョードル1世をステファンの後継者に迎えてポーランド・リトアニア・モスクワ合同を成立させる構想も、1586年12月12日にステファンがフロドナ古城で急死すると立ち消えになった。ステファンの遺体は東ヨーロッパにおいて初めての検視解剖を受けた遺体となった。遺体は当初フロドナに埋葬されたが、後にヴァヴェル大聖堂に移された。

### 死後
ステファン・バートリの死後、共和国は1年の空位期が生じた。次期国王には皇帝ルドルフ2世の弟マクシミリアン大公が選出されたが、アンナの甥でスウェーデン王子のシギスムンド（ジグムント3世）がこの国王選出に抗議し、ブィチナの戦いでマクシミリアンを破って共和国の新統治者となった。

## 評価
同時代人の評価によれば、ステファン・バートリの業績の偉大さはヴィータウタス大公に比肩するレベルだったという。

## ギャラリー

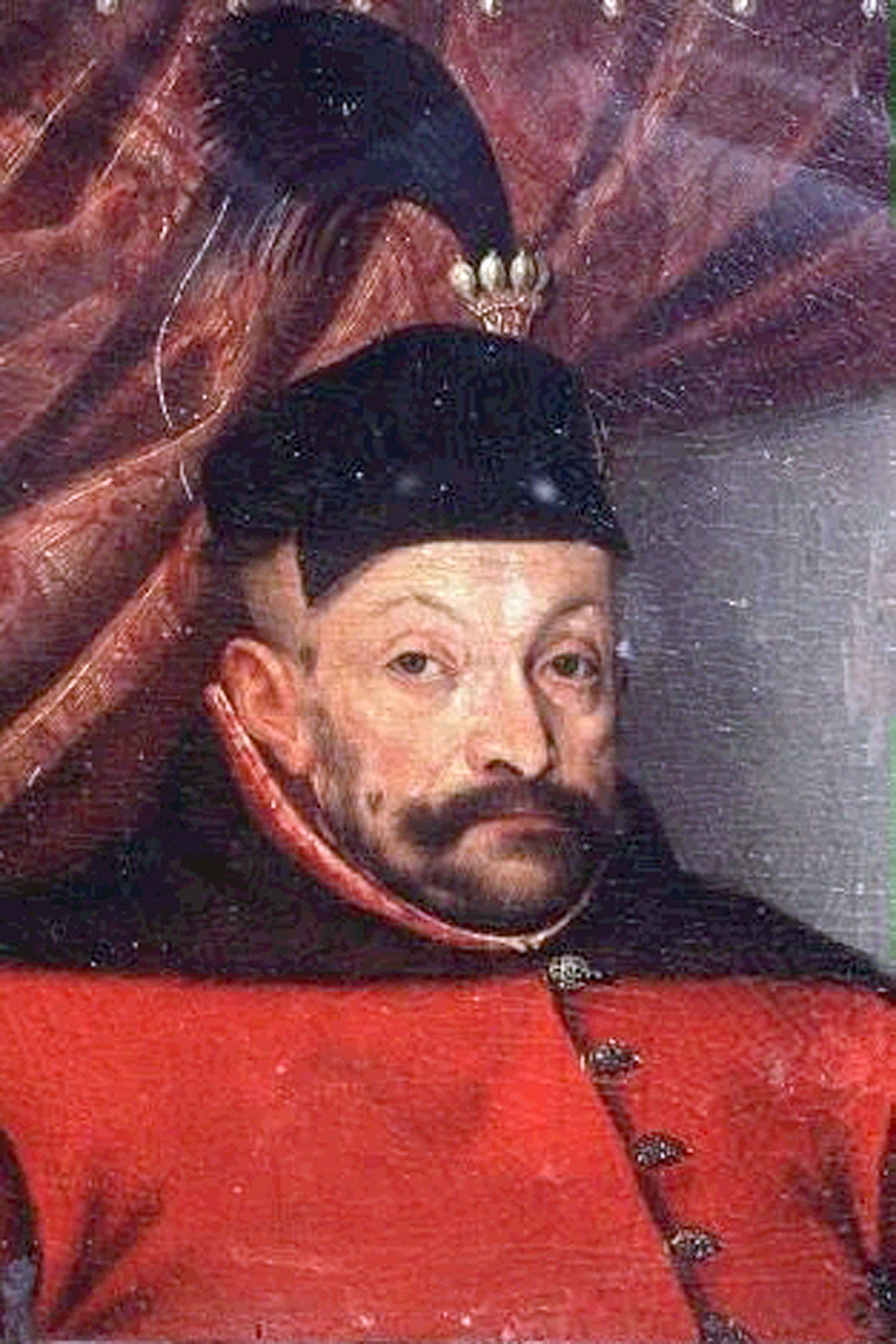
宝石で飾った黒い羽根付き帽子をかぶる国王の肖像、マルチン・コベル画
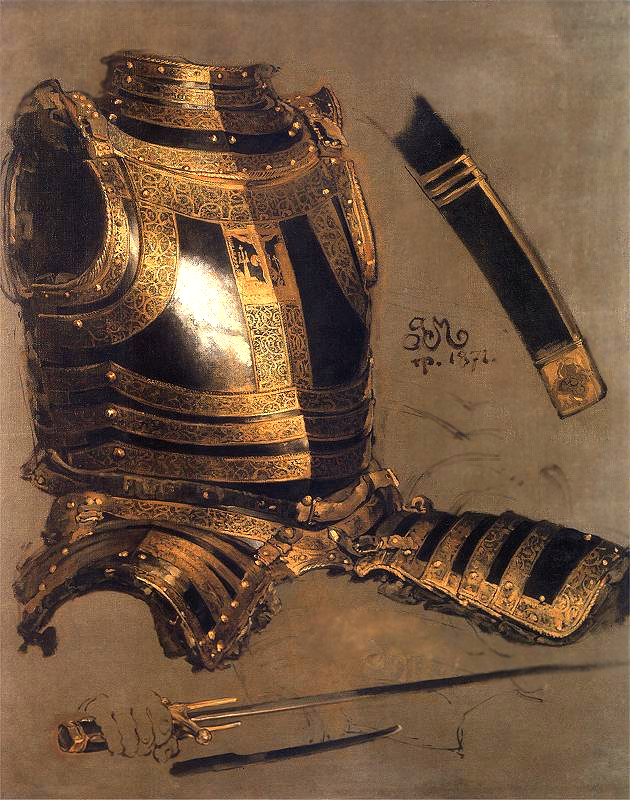
ステファン・バートリの鎧、ウィーンの美術史美術館蔵
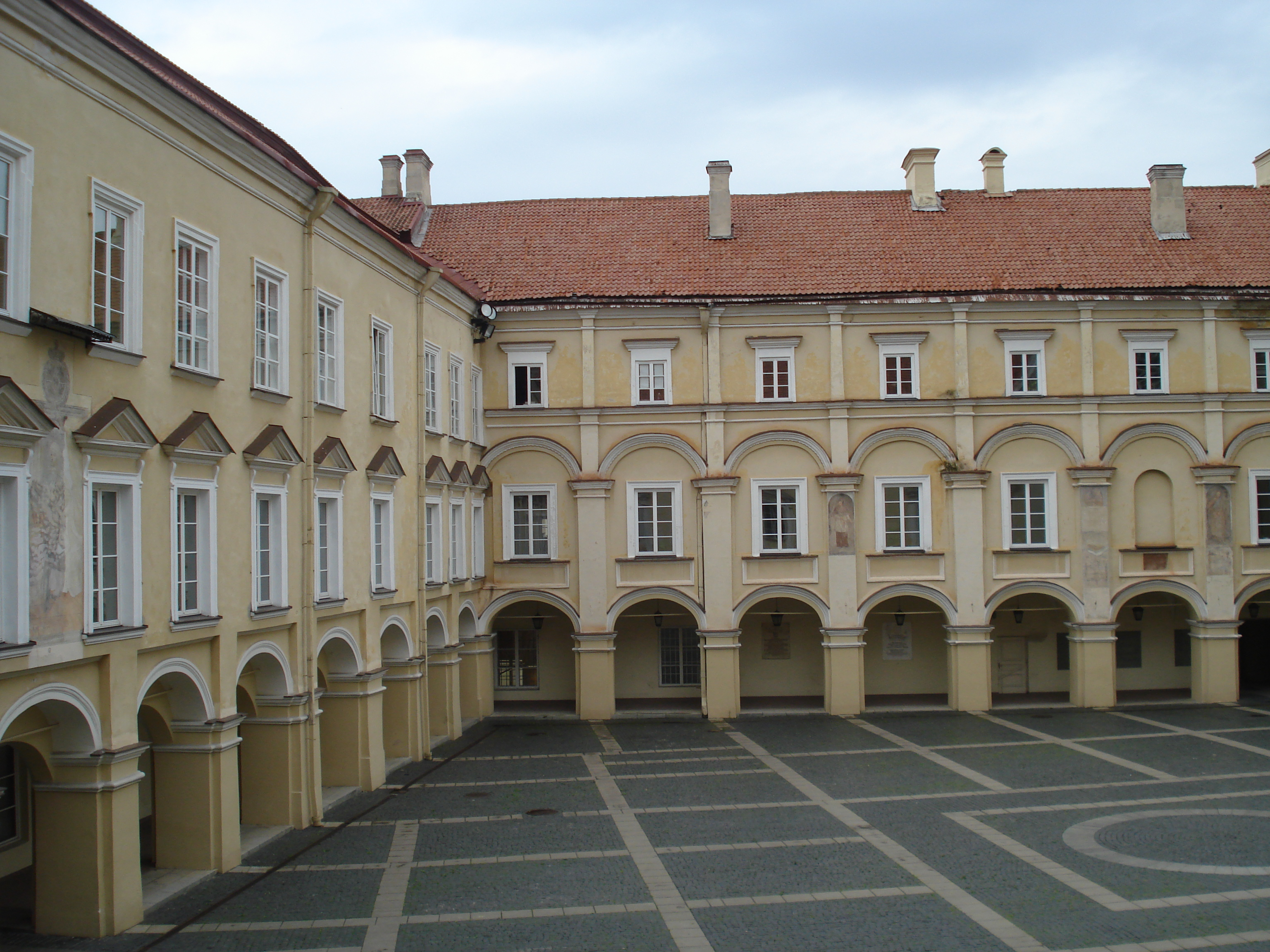
ヴィリニュス大学の宮殿中庭、1579年に国王によって建設された
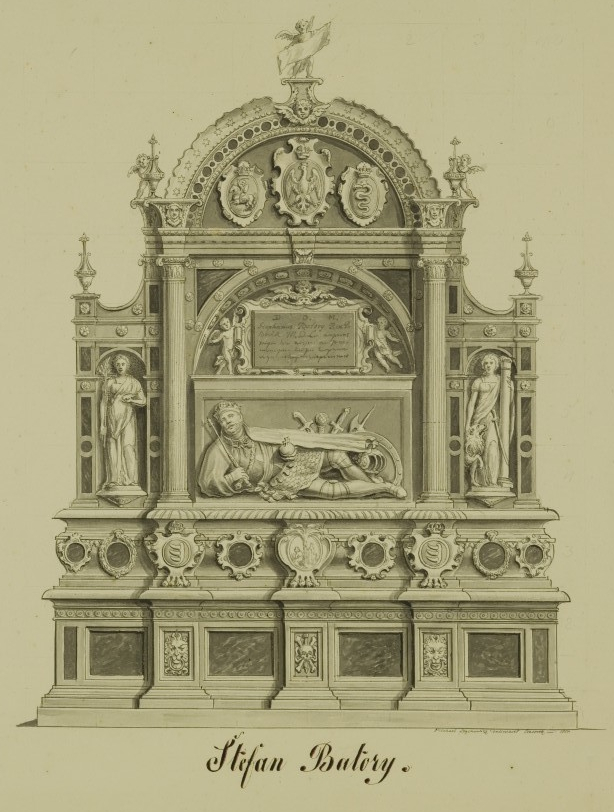
ステファン・バートリの墓、ミハウ・スタホヴィチ画